# Parti islamique malaisien
Le Parti islamique malaisien (en malais : Parti Islam Se-Malaysia) est un parti politique malaisien islamiste fondé en 1951. Sa base électorale sont les populations malaises rurales des États de Kedah, de Kelantan et de Terengganu.

## Présidents
| no  | Président                             | Président                 | Période     | Adjoint (timbalan)                         | Adjoint (timbalan) |
| --- | ------------------------------------- | ------------------------- | ----------- | ------------------------------------------ | ------------------ |
| 1er |                                       | Ahmad Fuad Hassan (ms)    | 1951 – 1953 | Mohd Ghazali Abdullah (ms) (1951 – 1953)   |                    |
| 1er | Mansor Hassan JP (1953)               | Ahmad Fuad Hassan (ms)    | 1951 – 1953 |                                            |                    |
| 1er | Abbas Alias (ms) (1953)               | Ahmad Fuad Hassan (ms)    | 1951 – 1953 |                                            |                    |
| 2e  |                                       | Abbas Alias (ms)          | 1953 – 1956 | Cikgu Ahmad Awang                          |                    |
| 3e  |                                       | Burhanuddin al-Helmi (en) | 1956 – 1969 | Zulkifli Muhammad (ms) (1956 – 1964)       |                    |
| 3e  | Asri Muda (en) (1965 – 1969)          | Burhanuddin al-Helmi (en) | 1956 – 1969 |                                            |                    |
| 4e  |                                       | Asri Muda (en)            | 1969 – 1982 | Hassan Adli Mohd Arshad (ms) (1969 – 1977) |                    |
| 4e  | Abu Bakar Umar (1977 – 1981)          | Asri Muda (en)            | 1969 – 1982 |                                            |                    |
| 4e  | Yusof Rawa (en) (1981 – 1982)         | Asri Muda (en)            | 1969 – 1982 |                                            |                    |
| 5e  |                                       | Yusof Rawa (en)           | 1982 – 1989 | Fadzil Noor (en)                           |                    |
| 6e  |                                       | Fadzil Noor (en)          | 1989 – 2002 | Abdul Hadi Awang (en)                      |                    |
| 7e  |                                       | Abdul Hadi Awang (en)     | Depuis 2002 | Poste vacant (2002 – 2003)                 |                    |
| 7e  | Hassan Shukri (ms) (2003 – 2005)      | Abdul Hadi Awang (en)     | Depuis 2002 |                                            |                    |
| 7e  | Nasharudin Mat Isa (en) (2005 – 2011) | Abdul Hadi Awang (en)     | Depuis 2002 |                                            |                    |
| 7e  | Mohamad Sabu (en) (2011 – 2015)       | Abdul Hadi Awang (en)     | Depuis 2002 |                                            |                    |
| 7e  | Tuan Ibrahim (depuis 2015)            | Abdul Hadi Awang (en)     | Depuis 2002 |                                            |                    |

## Résultats électoraux

### Élections législatives
| Année     | Voix      | %     | Sièges   | Rang | Gouvernement |
| --------- | --------- | ----- | -------- | ---- | ------------ |
| 1955 (en) | 40 667    | 4,06  | 1 / 52   | 4e   | Non          |
| 1959 (en) | 329 070   | 21,27 | 13 / 104 | 2e   | Non          |
| 1964 (en) | 301 187   | 14,64 | 9 / 104  | 4e   | Non          |
| 1969 (en) | 495 641   | 20,90 | 12 / 103 | 2e   | Non          |
| 1974 (en) |           |       | 13 / 103 |      | Oui          |
| 1978      | 537 720   | 15,48 | 5 / 154  | 3e   | Non          |
| 1982      | 602 530   | 14,46 | 5 / 154  | 3e   | Non          |
| 1986      | 716 952   | 15,50 | 1 / 177  | 3e   | Non          |
| 1990      | 391 813   | 7,01  | 7 / 180  | 5e   | Non          |
| 1995      | 430 098   | 7,22  | 7 / 192  | 5e   | Non          |
| 1999      | 994 279   | 14,99 | 27 / 193 | 2e   | Non          |
| 2004      | 1 069 569 | 15,33 | 7 / 219  | 3e   | Non          |
| 2008      | 1 140 676 | 14,36 | 23 / 222 | 3e   | Non          |
| 2013      | 1 633 389 | 14,78 | 21 / 222 | 4e   | Non          |
| 2018      | 2 032 080 | 16,82 | 18 / 222 | 4e   | Non          |
| 2022      | 2 259 353 | 14,56 | 43 / 222 | 4e   | Non          |

## Référence
1. ↑  (en) Farish Ahmad Noor, The Malaysian Islamic Party PAS 1951-2013 : Islamism in a mottled nation (ISBN 90-485-2181-5, 978-90-485-2181-4 et 978-90-485-2182-1, OCLC 889931245, lire en ligne)